# Orlando Trustfull
Orlando Samuel Trustfull (Amsterdam, 4 augustus 1970) is een Nederlands voormalig voetballer.

## Loopbaan als speler
Trustfull begon met voetballen bij ASV Rivalen, hier werd hij ontdekt door Blauw-Wit, dat hem op zijn beurt weer kwijtraakte aan AFC Ajax. Daar speelde hij in de C1 met onder andere Bryan Roy, Richard Witschge en Marciano Vink. Nadat hij de overstap maakt naar de B-junioren, begon Trustfull flink te groeien, waardoor zijn ontwikkeling stagneerde. Toen hij in de B2 geplaatst werd, in plaats van in de B1, besloot hij terug te keren naar Blauw-Wit. Op 17-jarige leeftijd stapte hij over naar HFC Haarlem, waar hij zijn eerste profcontract tekende en zijn debuut maakte in het betaald voetbal.
Trustfull speelde veertien wedstrijden voor HFC Haarlem in de eredivisie voor hij werd verkocht aan SVV Schiedam voor een transfersom van omgerekend zo'n 85 duizend euro (185 duizend gulden). In het seizoen 1991-1992 scoorde hij zijn eerste goal als professional. In de zomer van 1991 fuseerde SVV met Dordrecht '90 en kwam Hans Verèl als trainer voor de groep. In februari 1992 schold Trustfull zijn trainer uit, nadat deze tijdens een wedstrijdbespreking had gemeld dat hij reserve zou staan. De club, waar al veel interne strubbelingen waren, nam de zaak hoog op en zette Trustfull voor onbepaalde tijd uit de selectie. Hierna werd hij voor de resterende wedstrijden van het seizoen verhuurd aan FC Twente.
In de zomer van 1992 besloot sponsor John van Dijk, de man die de transfer van Trustfull naar SVV financierde, zich terug te trekken uit de fusieclub en door hem aangekochte spelers van de hand te doen aan Feyenoord, waar Wim Jansen, oud-trainer van SVV, inmiddels technisch directeur was geworden. Zo ontstond de unieke situatie dat vijf spelers, naast Trustfull ook Dean Gorré, Errol Refos, Lloyd Kammeron en René van der Vegt, tegelijkertijd de overstapte maakten naar dezelfde concurrent. Bij Feyenoord kende hij een trage start, maar uiteindelijk speelde hij steeds vaker en groeide hij onder Willem van Hanegem uit tot basisspeler. In 1995 speelde hij zijn eerste interland onder bondcoach Guus Hiddink door op 6 september 1995 in de 71e minuut in te vallen tegen Wit-Rusland. Op 11 oktober 1995 mocht hij voor een tweede keer invallen, ditmaal in de 80e minuut tegen Malta.
Trustfull vertrok voor een buitenlands avontuur naar Sheffield Wednesday, waar hij in zijn eerste seizoen 19 keer speelde en 3 keer scoorde. Hij vond het moeilijk om zich aan te passen aan de Engelse leefstijl, en besloot terug te keren naar Nederland. Hij ging spelen voor Vitesse, waar hij een goed eerste seizoen speelde. De jaren erna werd hij geplaagd door blessures. In het seizoen 2001/02 werd hij samen met Marián Zeman, doelman Dragoslav Jevrić en Evgeniy Levchenko verbannen naar Jong Vitesse waarna zijn contract in 2002 afliep en hij zijn carrière beëindigde.
Hij speelde in totaal 223 wedstrijden en maakte 24 goals.

### Clubstatistieken
| Seizoen | Club                | Competitie  | Duels | Goals |
| ------- | ------------------- | ----------- | ----- | ----- |
| 1989/90 | HFC Haarlem         | Eredivisie  | 14    | 0     |
| 1990/91 | SVV                 | Eredivisie  | 28    | 0     |
| 1991/92 | SVV/Dordrecht'90    | Eredivisie  | 22    | 1     |
| 1991/92 | FC Twente           | Eredivisie  | 9     | 1     |
| 1992/93 | Feyenoord           | Eredivisie  | 7     | 0     |
| 1993/94 | Feyenoord           | Eredivisie  | 13    | 0     |
| 1994/95 | Feyenoord           | Eredivisie  | 29    | 4     |
| 1995/96 | Feyenoord           | Eredivisie  | 29    | 9     |
| 1996/97 | Sheffield Wednesday | Premiership | 19    | 3     |
| 1997/98 | Vitesse             | Eredivisie  | 30    | 4     |
| 1998/99 | Vitesse             | Eredivisie  | 5     | 1     |
| 1999/00 | Vitesse             | Eredivisie  | 12    | 1     |
| 2000/01 | Vitesse             | Eredivisie  | 6     | 0     |
| 2001/02 | Vitesse             | Eredivisie  | 0     | 0     |
| Totaal  |                     |             | 223   | 24    |

## Loopbaan als trainer
Na zijn actieve carrière werd Trustfull in 2009 jeugdtrainer bij Sparta Rotterdam. Hier was hij onder andere verantwoordelijk voor de A1. In 2010 werd hij hier weggeplukt door AFC Ajax, waar hij tot 2014 werkzaam was als jeugdtrainer. In 2014 werd hij kampioen met de A1. In de zomer van 2015 verliet hij de club na een conflict met Wim Jonk over zijn verantwoordelijkheden.
In het seizoen 2014/15 was Trustfull in dienst van de KNVB waar hij aansluitend assistent-trainer was van het Nederlands voetbalelftal onder 19 en het Nederlands voetbalelftal onder 17.
In het seizoen 2015/16 werd Trustfull door hoofdtrainer Frank de Boer teruggehaald naar AFC Ajax. Hij werd hier als derde assistent, naast Hennie Spijkerman en Dennis Bergkamp, toegevoegd aan de staf van het eerste elftal. Na het vertrek van hoofdtrainer De Boer maakte de club bekend dat ook het contract van Trustfull niet verlengd werd. Bij zijn vertrek gaf Trustfull aan, dat hij De Boer in principe zou volgen naar een volgende club.
In de zomer van 2016 werd De Boer trainer van Internazionale en nam hij Trustfull inderdaad op in zijn staf als assistent. Daar werden beiden, evenals tweede assistent Michel Kreek, al in de start van het seizoen ontslagen. In de zomer van 2017 toog Trustfull, wederom in de sporen van De Boer, naar Crystal Palace FC. Aan het avontuur in Londen kwam al na vier competitiewedstrijden, die alle werden verloren, een einde. In januari 2019 ging hij als assistent-trainer mee met Frank de Boer naar Atlanta United FC. In 2020 eindigde dat avontuur.

## Persoonlijk
Trustfull is getrouwd met de tv-presentatrice Quinty Trustfull met wie hij twee kinderen heeft. Ze wonen in Amsterdam. Trustfulls dochter Moïse speelde als actrice in 2017 in de soapserie Goede tijden, slechte tijden.